# Manenberg

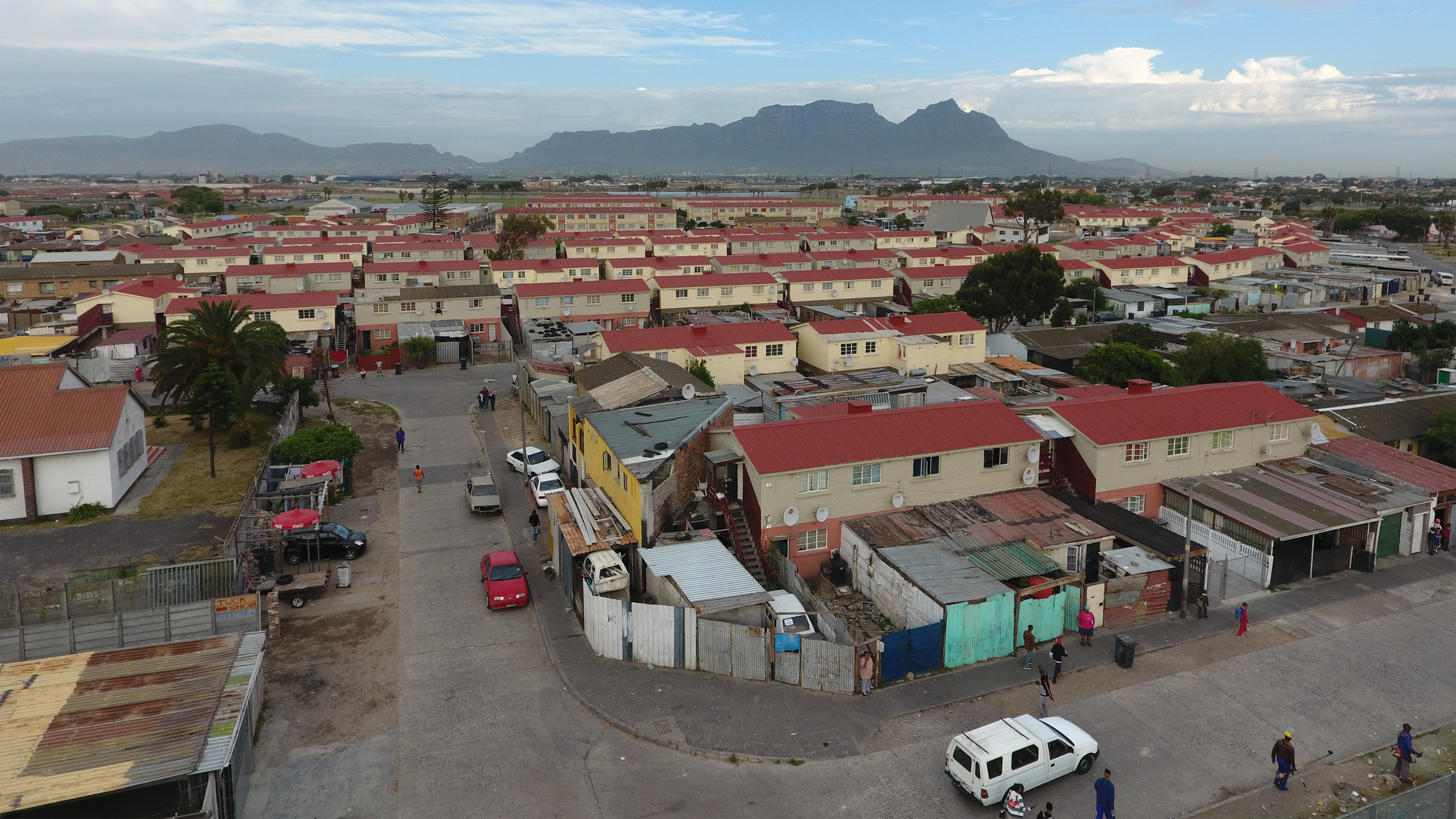
Manenberg (2017)

Manenberg ist ein Stadtteil der City of Cape Town Metropolitan Municipality in der südafrikanischen Provinz Westkap. Er wurde 1966 in der Zeit der Apartheid als Township für Coloureds gegründet. Der Stadtteil wurde weltweit bekannt durch das Jazzstück Mannenberg von Abdullah Ibrahim.

## Geographie
Manenberg liegt rund 20 Kilometer südöstlich des Kapstädter Stadtzentrums in den Cape Flats. 2011 lebten dort auf rund 3,35 Quadratkilometern 52.877 Menschen. Nördlich liegt der Stadtteil Heideveld, östlich jenseits der Metrorailstrecke Bonteheuwel Line die Townshipareale Nyanga und Gugulethu sowie westlich der Sand Industrial Park und weiter westlich Hanover Park.
Bei der Volkszählung 2011 bezeichneten sich etwa 84 Prozent der Bewohner als Coloureds, zwölf Prozent als Schwarze. Die Kriminalitätsrate ist hoch.
Statistisch gehört Manenberg zum main place Athlone.
| Hatton, Gatesville      | Surrey Estate, Heideveld                    | Gugulethu                       |
| Lansdowne, Hanover Park | Kompassrose, die auf Nachbargemeinden zeigt | Nyanga, Crossroads, Klipfontein |
| Wetton                  | Philippi-Farmland                           | Philippi                        |

## Geschichte
Die Planung des Stadtteils begann 1964. Mit der Gründung im Jahr 1966 wollten die Apartheidbehörden Coloureds mit Wohnraum versorgen, die infolge des Group Areas Act aus dem District Six und anderen zentrumsnahen Wohngebieten vertrieben worden waren. Die ersten Häuser waren ärmlich, unter anderem hatten sie keine Zimmerdecken, kein fließendes Wasser im Haus und keine Innentüren.
Zahlreiche Anti-Apartheid-Aktionen hatten ihren Ursprung in Manenberg. So erschien dort die Bürgerzeitung Grassroots mit einer Auflage von rund 20.000. Die schlechten Wohnbedingungen trugen zu den Protesten bei.

## Verkehr
Die Bonteheuwel Line der Metrorail Western Cape bedient Manenberg mit der Station Nyanga. Die Motorways M9 und M10 führen am Rand des Stadtteils entlang.

## Sonstiges
1974 komponierte Abdullah Ibrahim das Instrumentalstück Mannenberg, das mit Musikern der Cape Flats eingespielt wurde und zu einer inoffiziellen Hymne gegen die Apartheid wurde.